# Mubarak al-Kabir (miasto)
Mubarak al-Kabir – miasto w Kuwejcie, stolica muhafazy o tej samej nazwie. Liczy 40 495 mieszkańców.